# Tyquendo Tracey
Tyquendo Tracey (ur. 10 czerwca 1993) – jamajski lekkoatleta, specjalizujący się w biegach sprinterskich.
W 2012 na mistrzostwach Ameryki Środkowej i Karaibów juniorów zdobył złoto w biegu sztafetowym 4 x 100 metrów oraz srebro w biegu na 100 metrów. Podczas mistrzostw świata juniorów w 2012 odpadł w eliminacjach biegu na 200 metrów oraz wraz z kolegami z reprezentacji zdobył srebrny medal w biegu rozstawnym 4 x 100 metrów. W 2014 zdobył dwa srebrne krążki młodzieżowych mistrzostw NACAC w Kamloops. 
Rekordy życiowe: bieg na 100 metrów – 9,96 (21 lipca 2018, Londyn); bieg na 200 metrów – 20,34 (27 czerwca 2021, Kingston).